# Kleines Törl
Kleines Törl är ett bergspass i Österrike.   Det ligger i distriktet Liezen och förbundslandet Steiermark, i den centrala delen av landet, 200 km sydväst om huvudstaden Wien. Kleines Törl ligger 1 868 meter över havet.
Terrängen runt Kleines Törl är bergig åt nordväst, men åt sydost är den kuperad. Kleines Törl ligger uppe på en höjd. Runt Kleines Törl är det ganska glesbefolkat, med 25 invånare per kvadratkilometer.. 
I omgivningarna runt Kleines Törl växer i huvudsak blandskog.